# Juan Balboa Boneke
Juan Balboa Boneke (Rebola, Guinea Española; 9 de junio de 1938-Valencia, 10 de marzo de 2014) fue un escritor, pintor y político ecuatoguineano. 

## Biografía
Fue alumno de la Escuela Superior de Santa Isabel y de la Escuela social de Granada. Durante el régimen de Francisco Macías llegó a ocupar el puesto de Ministro de Cultura. En su etapa en Mallorca, tuvo varios hijos posteriormente no reconocidos, entre ellos la cantante Concha Buika. Trabajó en el Banco Central y como profesor en el colegio privado CIDE.
En sus últimos años residió en Paterna, Valencia, en calidad de exiliado político, junto a Almudena Banké Bochita, su esposa y principal musa de una de sus antologías poéticas, Requiebros. Fruto de esta unión nació su hija Almudena Fidela Balboa Banké (Malabo, Guinea Ecuatorial, 1985).

## Obras
- ¿A dónde vas Guinea?, Palma de Mallorca, 1978.

- O Boriba (El exiliado), 1982.

- Desde mi vidriera, 1983.

- El Reencuentro: El retorno del exiliado, Ediciones Guinea, D.L. 1985 (Fuenlabrada: Anzos).

- Sueños en mi selva: (antología poética), Centro Cultural Hispano-Guineano, D.L 1987.

- Requiebros, Centro Cultural Hispano-Guineano, D.L 1994

- La transición de Guinea Ecuatorial: historia de un fracaso, Madrid: Labrys 54, 1996.